# Linia kolejowa nr 20
Linia kolejowa nr 20 – pierwszorzędna, głównie dwutorowa, zelektryfikowana linia kolejowa znaczenia państwowego, łącząca stację techniczną Warszawa Główna Towarowa ze stacją Warszawa Praga. Linia wchodzi w skład kolei obwodowej w Warszawie.

## Przebieg
Linia rozpoczyna bieg w zachodniej części stacji technicznej Warszawa Główna Towarowa, na rozjeździe 18, gdzie bezpośrednio styka się z linią kolejową Warszawa Główna Towarowa – Józefinów. Linia biegnie południową częścią stacji w kierunku wschodnim. Na rozjeździe 289, przy ul. Dźwigowej, odgałęzia się linia kolejowa Warszawa Główna Towarowa – Warszawa Aleje Jerozolimskie. Na stacji technicznej Warszawa Czyste pociągi mają możliwość przejazdu na linię kolejową Warszawa Główna Osobowa – Warszawa Szczęśliwice T610/202/3,2/68 oraz linię kolejową Warszawa Zachodnia – Warszawa Czyste T201,2S. W obrębie stacji Warszawa Zachodnia, nieopodal peronu 8, zbiega się z linią kolejową Warszawa Zachodnia R578 – Warszawa Zachodnia R217, a na rozjeździe 216 od linii odchodzi linia kolejowa Warszawa Bema – Warszawa Zachodnia.
Następnie linia kieruje się na północ przez środek Woli – stanowi ona granicę dla obszarów MSI Czyste i Odolany, Młynów i Ulrychów. Linia przebiega w bliskim sąsiedztwie Alei Prymasa Tysiąclecia oraz przecina ulice Marcina Kasprzaka, Wolską, Górczewską i Obozową. Dalej skręca na wschód, biegnąc równolegle do linii kolejowej Warszawa Główna Towarowa – Warszawa Gdańska. Nieopodal przystanku Warszawa Powązki, zlokalizowane są linia kolejowa Warszawa Gdańska R7 – Warszawa Gdańska R11 oraz linia kolejowa Warszawa Gdańska R4 – Warszawa Gdańska R8, które są wykorzystywane przez pociągi dalekobieżne, omijające Warszawę Zachodnią, jadące zarówno w kierunku Poznania, jak i Łodzi.
Na stacji Warszawa Gdańska, linia zbiega się z linią kolejową nr 509, a następnie przechodzi nad Wisłą. W miejscu dawnego posterunku odgałęźnego Jagiellonka (obecnie obszar stacji Warszawa Praga) odgałęzia się linia kolejowa Warszawa Praga R201 – Warszawa Praga R15 (dawniej Warszawa Jagiellonka – Warszawa Targówek). Dalej linia kieruje się na północ wraz z linią kolejową Warszawa Wschodnia Osobowa – Gdańsk Główny, a tuż po wiadukcie linii kolejowej nr 501, od linii odchodzą kolejno linia kolejowa Warszawa Praga R26 – Warszawa R106, linia kolejowa Warszawa Praga R22 – Warszawa Praga R25, linia kolejowa Warszawa Praga R28 – Warszawa R30, linia kolejowa Warszawa Praga R33 – Warszawa R97 oraz linia kolejowa Warszawa Praga R41 – Warszawa R92, które są głównie wykorzystywane przez pociągi towarowe. Linia kończy bieg na rozjeździe 45, przed przystankiem Warszawa Praga.

### Odcinki linii
Linia jest podzielona na 7 odcinków:
- A: Warszawa Główna Towarowa – Warszawa Główna Towarowa (km 0,000) (-1,094 – 0,000)
- B: Warszawa Główna Towarowa (km 0,000) – Warszawa Czyste (0,000 – 3,587)
- C: Warszawa Czyste – Warszawa Zachodnia (3,587 – 4,350)
- D: Warszawa Zachodnia – Warszawa Gdańska (km 8,530) (4,350 – 8,530)
- E: Warszawa Gdańska (km 8,530) – Warszawa Gdańska Osobowa (8,530 – 10,534)
- F: Warszawa Gdańska Osobowa – Warszawa Praga PZS R201 (10,534 – 12,599)
- G: Warszawa Praga PZS R201 – Warszawa Praga WPT R45 (12,599 – 14,102)

## Parametry techniczne
Linia, w zależności od odcinka, jest klasy C3 lub D3; maksymalny nacisk osi wynosi 221 kN dla lokomotyw oraz 206/216/221 kN wagonów, a maksymalny nacisk liniowy wynosi 71 kN (na 1 metr bieżący toru). Sieć trakcyjna jest typu C95-C, C95-2C i C120-2C; jest przystosowana do maksymalnej prędkości do 110 km/h; obciążalność prądowa wynosi 1725/1650/1150 A, a minimalna odległość między odbierakami prądu wynosi 20 m. Linia wyposażona jest w elektromagnesy samoczynnego hamowania pociągów oraz w samoczynną blokadę liniową – typu SHL-12 i czerostawną.

### Maksymalne prędkości
Linia dostosowana jest, w zależności od odcinka, do prędkości od 40 km/h do 100 km/h, a jej prędkość konstrukcyjna wynosi 100 km/h. Obowiązują następujące prędkości maksymalne dla pociągów:
| Tor nieparzysty (kierunek: Warszawa Praga) | Tor nieparzysty (kierunek: Warszawa Praga) | Tor nieparzysty (kierunek: Warszawa Praga) | kilometraż | kilometraż | Tor parzysty (kierunek: Warszawa Główna Towarowa) | Tor parzysty (kierunek: Warszawa Główna Towarowa) | Tor parzysty (kierunek: Warszawa Główna Towarowa) |
| Pociągi pasażerskie                        | Autobusy szynowe i EZT                     | Pociągi towarowe                           | od         | do         | Pociągi pasażerskie                               | Autobusy szynowe i EZT                            | Pociągi towarowe                                  |
| 40                                         | 40                                         | 40                                         | -1,094     | 0,222      | odcinek jednotorowy                               | odcinek jednotorowy                               | odcinek jednotorowy                               |
| 40                                         | 40                                         | 40                                         | 0,222      | 3,400      | 40                                                | 40                                                | 40                                                |
| 40                                         | 40                                         | 40                                         | 3,400      | 4,252      | 40                                                | 40                                                | 40                                                |
| 40                                         | 40                                         | 40                                         | 4,252      | 4,340      | odcinek jednotorowy                               | odcinek jednotorowy                               | odcinek jednotorowy                               |
| 40                                         | 40                                         | 40                                         | 4,340      | 4,897      | 40                                                | 40                                                | 40                                                |
| 60                                         | 60                                         | 60                                         | 4,897      | 4,899      | 60                                                | 60                                                | 40                                                |
| 60                                         | 60                                         | 60                                         | 4,899      | 8,200      | 60                                                | 60                                                | 60                                                |
| 80                                         | 80                                         | 60                                         | 8,200      | 11,200     | 80                                                | 80                                                | 60                                                |
| 80                                         | 80                                         | 40                                         | 11,200     | 11,360     | 80                                                | 80                                                | 40                                                |
| 100                                        | 100                                        | 40                                         | 11,360     | 11,920     | 80                                                | 80                                                | 40                                                |
| 80                                         | 80                                         | 40                                         | 11,920     | 12,440     | 80                                                | 80                                                | 40                                                |
| 60                                         | 60                                         | 40                                         | 12,440     | 13,805     | 60                                                | 60                                                | 40                                                |
| odcinek jednotorowy                        | odcinek jednotorowy                        | odcinek jednotorowy                        | 13,805     | 14,102     | 60                                                | 60                                                | 40                                                |

### Parametry torów
| Tor nieparzysty (kierunek: Warszawa Praga) | Tor nieparzysty (kierunek: Warszawa Praga) | Tor nieparzysty (kierunek: Warszawa Praga) | Tor nieparzysty (kierunek: Warszawa Praga) | kilometraż | kilometraż | Tor parzysty (kierunek: Warszawa Główna Towarowa) | Tor parzysty (kierunek: Warszawa Główna Towarowa) | Tor parzysty (kierunek: Warszawa Główna Towarowa) | Tor parzysty (kierunek: Warszawa Główna Towarowa) |
| Klasa                                      | Nacisk osi [kN] – lokomotywy               | Nacisk osi [kN] – wagony                   | Nacisk liniowy [kN]                        | od         | do         | Klasa                                             | Nacisk osi [kN] – lokomotywy                      | Nacisk osi [kN] – wagony                          | Nacisk liniowy [kN]                               |
| D3                                         | 221                                        | 221                                        | 71                                         | -1,094     | 0,222      | odcinek jednotorowy                               | odcinek jednotorowy                               | odcinek jednotorowy                               | odcinek jednotorowy                               |
| D3                                         | 221                                        | 221                                        | 71                                         | 0,222      | 3,321      | C3                                                | 221                                               | 206                                               | 71                                                |
| C3                                         | 221                                        | 216                                        | 71                                         | 3,321      | 3,400      | C3                                                | 221                                               | 206                                               | 71                                                |
| C3                                         | 221                                        | 216                                        | 71                                         | 3,400      | 4,252      | C3                                                | 221                                               | 206                                               | 71                                                |
| C3                                         | 221                                        | 216                                        | 71                                         | 4,252      | 4,340      | odcinek jednotorowy                               | odcinek jednotorowy                               | odcinek jednotorowy                               | odcinek jednotorowy                               |
| C3                                         | 221                                        | 216                                        | 71                                         | 4,340      | 4,428      | D3                                                | 221                                               | 221                                               | 71                                                |
| D3                                         | 221                                        | 221                                        | 71                                         | 4,428      | 8,200      | D3                                                | 221                                               | 221                                               | 71                                                |
| D3                                         | 221                                        | 221                                        | 71                                         | 8,200      | 11,370     | D3                                                | 221                                               | 221                                               | 71                                                |
| C3                                         | 221                                        | 216                                        | 71                                         | 11,370     | 12,440     | D3                                                | 221                                               | 221                                               | 71                                                |
| C3                                         | 221                                        | 216                                        | 71                                         | 12,440     | 13,805     | C3                                                | 221                                               | 216                                               | 71                                                |
| odcinek jednotorowy                        | odcinek jednotorowy                        | odcinek jednotorowy                        | odcinek jednotorowy                        | 13,805     | 14,102     | C3                                                | 221                                               | 216                                               | 71                                                |

### Sieć trakcyjna
| Tor nieparzysty (kierunek: Warszawa Praga) | Tor nieparzysty (kierunek: Warszawa Praga) | Tor nieparzysty (kierunek: Warszawa Praga) | Tor nieparzysty (kierunek: Warszawa Praga) | kilometraż | kilometraż | Tor parzysty (kierunek: Warszawa Główna Towarowa) | Tor parzysty (kierunek: Warszawa Główna Towarowa) | Tor parzysty (kierunek: Warszawa Główna Towarowa) | Tor parzysty (kierunek: Warszawa Główna Towarowa) |
| Typ sieci                                  | Maks. prędkość [km/h]                      | Obciążalność prądowa [A]                   | Min. odległość między odbierakami [m]      | od         | do         | Typ sieci                                         | Maks. prędkość [km/h]                             | Obciążalność prądowa [A]                          | Min. odległość między odbierakami [m]             |
| C95-C                                      | 110                                        | 1150                                       | 20                                         | -1,094     | 0,222      | odcinek jednotorowy                               | odcinek jednotorowy                               | odcinek jednotorowy                               | odcinek jednotorowy                               |
| C95-C                                      | 110                                        | 1150                                       | 20                                         | 0,222      | 4,252      | C95-2C                                            | 110                                               | 1650                                              | 20                                                |
| C95-C                                      | 110                                        | 1150                                       | 20                                         | 4,252      | 4,340      | odcinek jednotorowy                               | odcinek jednotorowy                               | odcinek jednotorowy                               | odcinek jednotorowy                               |
| C120-2C                                    | 110                                        | 1725                                       | 20                                         | 4,340      | 13,682     | C120-2C                                           | 110                                               | 1725                                              | 20                                                |
| C120-2C                                    | 110                                        | 1725                                       | 20                                         | 13,682     | 13,805     | C120-2C                                           | 110                                               | 1725                                              | 20                                                |
| odcinek jednotorowy                        | odcinek jednotorowy                        | odcinek jednotorowy                        | odcinek jednotorowy                        | 13,805     | 14,102     | C120-2C                                           | 110                                               | 1725                                              | 20                                                |

## Modernizacja
17 lutego 2017 roku PKP PLK podpisały z konsorcjum firm Budimex, Strabag i ZUE umowę na remont linii na odcinku Warszawa Zachodnia – Warszawa Gdańska; w ramach inwestycji zaplanowano m.in. budowę 2 nowych przystanków. 12 marca 2017 roku, ze względu na remont, zawieszono ruch pociągów na całym przebudowywanym odcinku. Ruch został przywrócony 21 października 2018 roku – wtedy także otwarto nowy przystanek Warszawa Koło. Drugi z nowych przystanków – Warszawa Powązki – został otwarty 1 listopada 2019 roku.

## Infrastruktura

### Rozgałęzienia
| Punkt                    | Linia | Linia                       | Linia  |
| Punkt                    | numer | kierunek                    | status |
| Warszawa Główna Towarowa | 19    | Józefinów                   | czynna |
| Warszawa Główna Towarowa | 509   | Warszawa Główna Towarowa R5 | czynna |
| Warszawa Główna Towarowa | 509   | Warszawa Gdańska            | czynna |
| Warszawa Czyste          | 42    | Warszawa Szczęśliwice       | czynna |
| Warszawa Czyste          | 42    | Warszawa Główna Osobowa     | czynna |
| Warszawa Czyste          | 46    | Warszawa Zachodnia R110/206 | czynna |
| Warszawa Zachodnia       | 918   | Warszawa Bema               | czynna |
| Warszawa Zachodnia       | 920   | Warszawa Zachodnia R578/579 | czynna |
| Warszawa Gdańska         | 509   | Warszawa Główna Towarowa    | czynna |
| Warszawa Gdańska         | 548   | Warszawa Gdańska R7         | czynna |
| Warszawa Gdańska         | 549   | Warszawa Gdańska R4         | czynna |
| Warszawa Praga           | 9     | Gdańsk Główny               | czynna |
| Warszawa Praga           | 9     | Warszawa Wschodnia Osobowa  | czynna |
| Warszawa Praga           | 501   | Warszawa Praga R15          | czynna |
| Warszawa Praga           | 504   | Warszawa Praga R22          | czynna |
| Warszawa Praga           | 505   | Warszawa Praga R28          | czynna |
| Warszawa Praga           | 833   | Warszawa Praga R92          | czynna |
| Warszawa Praga           | 834   | Warszawa Praga R97          | czynna |
| Warszawa Praga           | 835   | Warszawa Praga R106         | czynna |

### Punkty eksploacyjne
Na linii znajduje się 11 różnych punktów eksploatacyjnych, w tym 5 stacji (z czego 2 techniczne) i 6 przystanków.
| Rodzaj i nazwa                             | Zdjęcie | Liczba peronów     | Liczba krawędzi peronowych | Infrastruktura | Dawne nazwy |
| stacja techniczna Warszawa Główna Towarowa |         | 1 (peron służbowy) | 1                          | - Lokalne Centrum Sterowania - Lokomotywownia | |
| stacja techniczna Warszawa Czyste          |         | nie dotyczy        | nie dotyczy                | - Lokomotywownia | Warszawa Kaliska Towarowa (1902 – 1915) Warschau Kalischer Güterbahnhof (1915 – 1918) Warszawa Czyste (1918 – 1922) Warszawa Główna Towarowa (1925 – 1926) Warszawa Czyste (1927 – 1939) Warschau West Güterbahnhof (1939 – 1945) |
| stacja Warszawa Zachodnia ♿︎               |         | 7                  | 14                         | - Przejście pod torami - Kasy biletowe - Biletomat (KM, ŁKA, IC) - Przechowalnia bagażu - Sieć Wi-Fi - Kiosk - Punkt gastronomiczny - Parking - Informacja dla podróżnych - Poczekalnia | Warschau Vorbahnhof (1915 – 1918) Przystanek nr 6 (1918 – 1924) Warszawa Zachodnia (1925 – 1939) Warschau West (1939 – 1944) Warschau West Personenbahnhof (1944 – 1945)                                                          |
| przystanek Warszawa Zachodnia peron 9 ♿︎   |         | 1                  | 2                          | - Przejście na poziomie szyn | Warszawa Wola (1986 – 2012) |
| przystanek Warszawa Wola ♿︎                |         | 1                  | 2                          | - Przejście pod torami - Winda | Warszawa Kasprzaka (1986 – 2018) |
| przystanek Warszawa Młynów ♿︎              |         | 2                  | 2                          | - Przejście pod torami - Winda | Warszawa Koło (1986 – 2018) |
| przystanek Warszawa Koło ♿︎                |         | 2                  | 2                          | - Przejście pod torami - Winda | |
| przystanek Warszawa Powązki ♿︎             |         | 2                  | 2                          | - Przejście nad torami - Winda | |
| stacja Warszawa Gdańska ♿︎                 |         | 3                  | 6                          | - Przejście pod torami - Windy - Kasy biletowe - Biletomaty (KM, IC) - Sieć Wi-Fi - Punkt gastronomiczny - Parking - Informacja dla podróżnych - Poczekalnia                            | Warszawa Kowelska (1876 – 1915) Warschau Kowjeler Bahnhof (1915 – 1918) Warszawa Dworzec Gdański (1918 – 1922) Warszawa Gdańska (1923 – 1939) Warschau Danzigerbahnhof (1939 – 1941) Warschau Danziger Bahnhof (1942 – 1945)      |
| przystanek Warszawa ZOO ♿︎                 |         | 1                  | 2                          | - Przejście na poziomie szyn | |
| stacja Warszawa Praga ♿︎                   |         | 1                  | 2                          | - Przejście pod torami, kładka - Rampa - Lokomotywownia - Wagonownia | Praga Nadwiślańska (1876 – 1915) Praga (1915 – 1918) Warszawa Praga (1918 – 1939) Warschau Praga (1939 – 1944) |

### Infrastruktura towarzysząca

#### Lokalne Centrum Sterowania
W obrębie linii znajduje się jedno Lokalne Centrum Sterowania. Zlokalizowane jest na stacji Warszawa Główna Towarowa (uruchomione w maju 2020 roku) i obejmuje stację Warszawa Jelonki. Centrum wykorzystuje urządzenia typu MOR-3 oraz MOR-2lcsr.

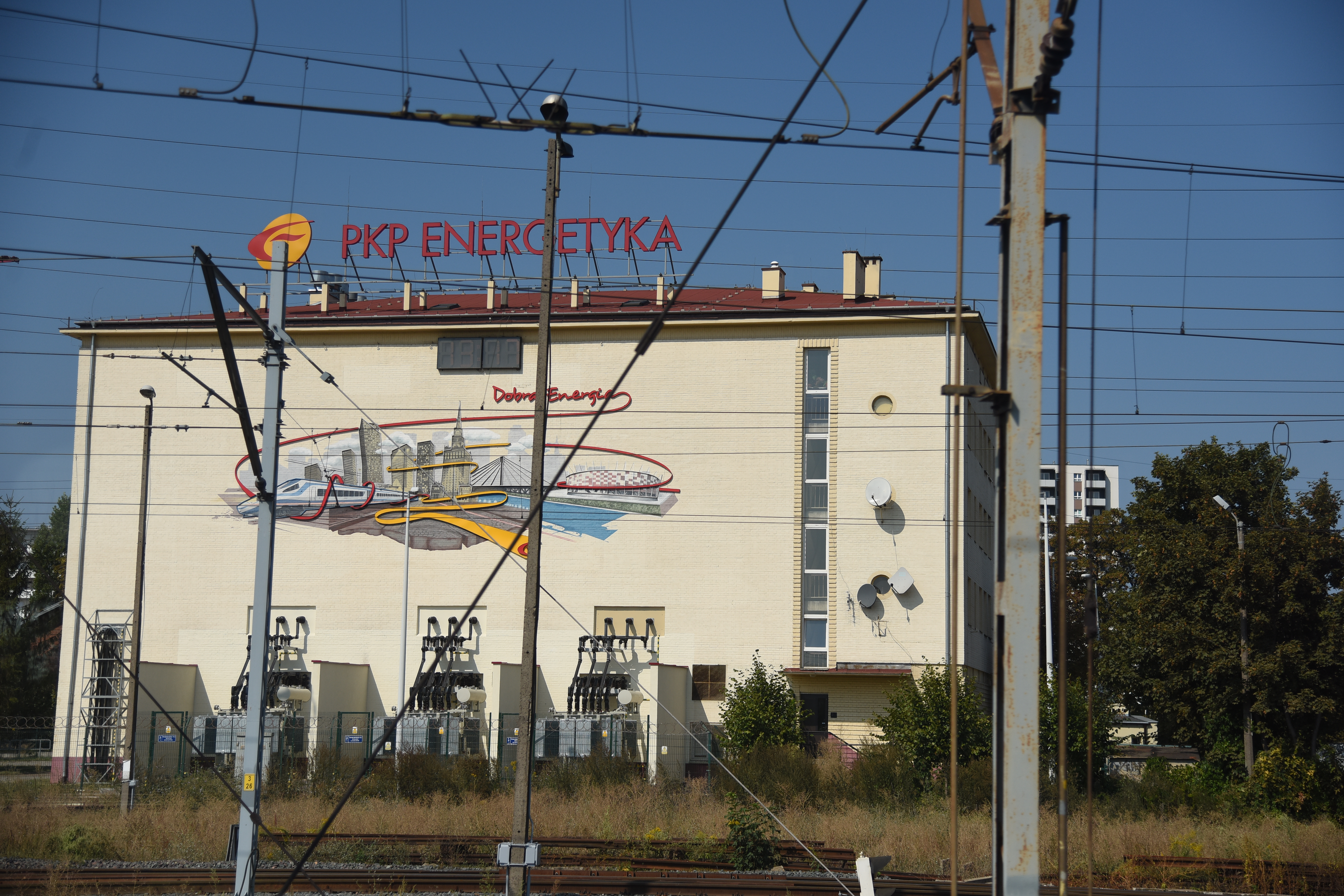
Sekcja elektrotrakcyjna Warszawa Zachodnia

#### Bocznice
Najwięcej bocznic jest zlokalizowanych przy stacji Warszawa Główna Towarowa i są to: CELSA Huta Ostrowiec, Elektrociepłownia Wola, Energetyka Ursus, Eurotrans, Lafarge Kruszywa i Beton, pogotowie sieciowe PKP Energetyka, P.P.H.U. Rembet, Przedsiębiorstwo Produkcyjno-handlowe Alfa-Norma, Tabor, Mal (obejmujące tory nr 113 i nr 165) oraz MTP Logistyka (obejmujące tory nr 965 i nr 969). Pogotowie sieciowe ma także swoją bocznicę na stacji Warszawa Zachodnia. W obrębie stacji Warszawa Gdańska usytuowana jest bocznica Tramwaje Warszawskie. W granicach stacji Warszawa Praga umiejscowione są bocznice Elektrociepłownia Żerań, Cargosped, Cementownia Nowiny, Cemet, Fabryka Samochodów Osobowych, P.H.U. Madimex, stacja paliw PKP Energetyka (tor nr 167), Rembet, Torwald, Trakcja polska – PKRE oraz Budokrusz.

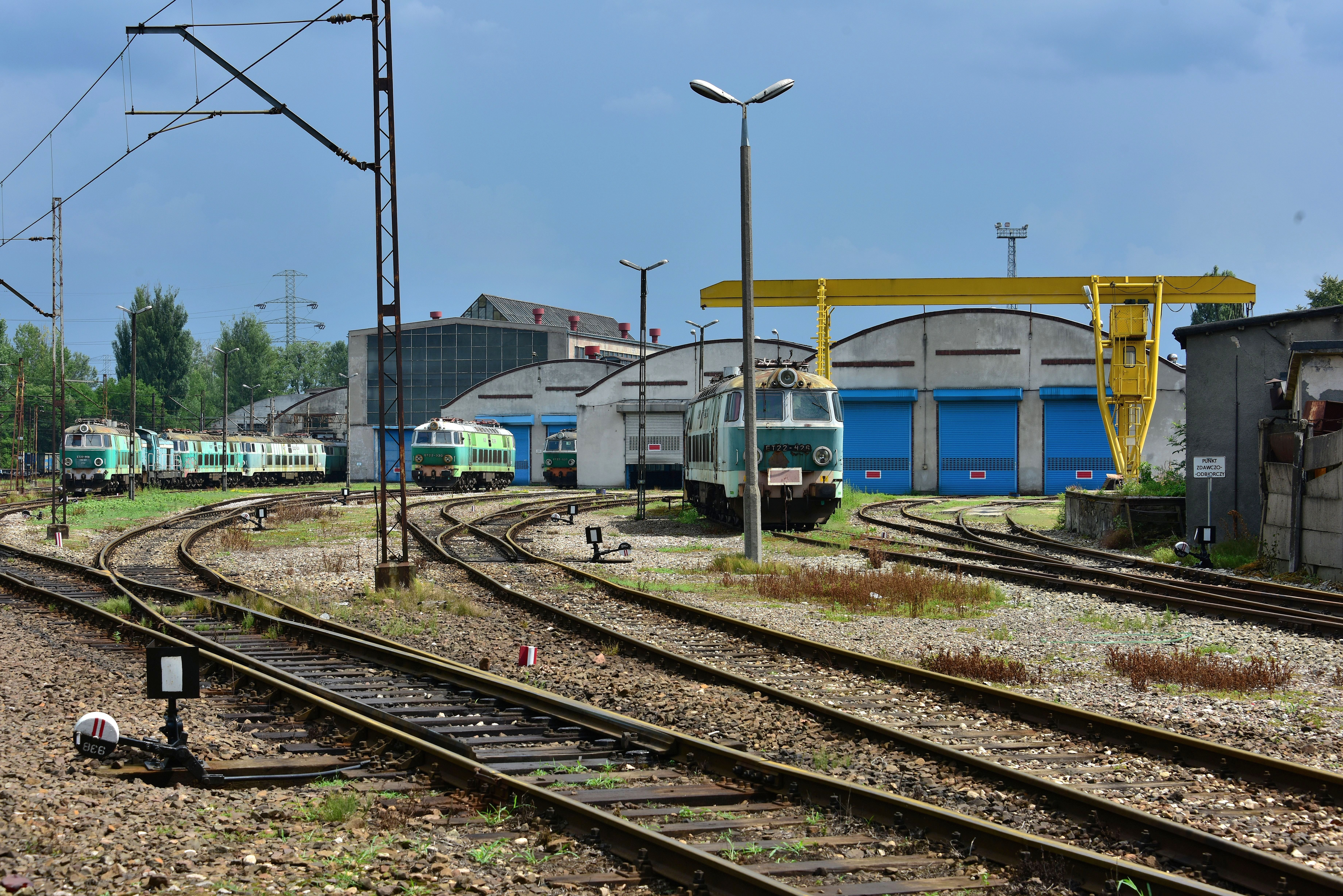
Lokomotywownia Warszawa Odolany

#### Lokomotywownie i wagonownie
Lokomotywownie są zlokalizowane na stacjach Warszawa Główna Towarowa, Warszawa Czyste i Warszawa Praga (Tu także znajduje się wagonownia), a ich właścicielem jest PKP Cargo. Oprócz infrastruktury towarowej, nieopodal Warszawy Czystych znajduje się Hala Przeglądowa oraz tory odstawcze SKM Warszawa.

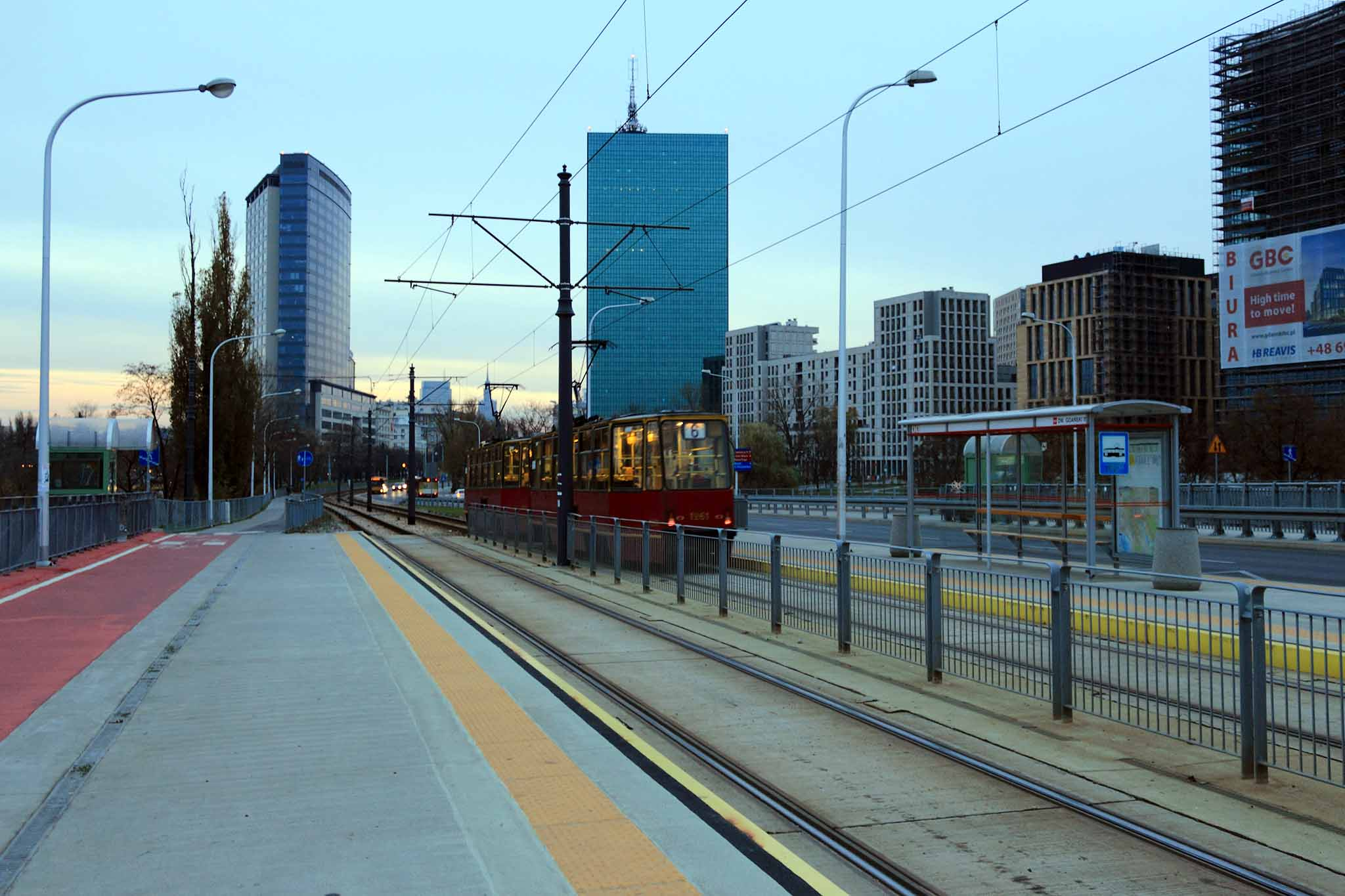
Tory tramwajowe na wiadukcie ul. Mickiewicza nieopodal Warszawy Gdańskiej

#### Sieć tramwajowa i metro
Linia na całych swoim przebiegu wielokrotnie przecina i biegnie równolegle do sieci tramwajowej Warszawy. W pobliżu peronu 8 stacji Warszawa Zachodnia ma przebiegać nowa trasa tramwajowa Warszawa Zachodnia – Wilanów oraz ma być zbudowany w tej okolicy nowy przystanek tramwajowy. Wzdłuż ulicy Marcina Kasprzaka, przed przystankiem Warszawa Wola, ma także przebiegać planowana trasa tramwajowa. Na wolskim odcinku linii, linia przecina istniejące już trasy tramwajowe wzdłuż ulic Wolskiej, Górczewskiej i Obozowej. Na granicy Śródmieścia i Żoliborza biegnie równolegle do trasy Rondo Babka – Rondo Starzyńskiego oraz przecina tory wzdłuż Alei Jana Pawła II oraz ulicy Adama Mickiewicza. Na praskim odcinku linii, krzyżuje się z torami, prowadzącymi do węzła Marywilska (Żerań FSO) oraz biegnie równolegle do trasy wzdłuż ulicy św. Jacka Odrowąża.
Linia krzyżuje się dwukrotnie z systemem metra warszawskiego – w obrębie przystanku Warszawa Młynów (Metro Młynów) oraz w obrębie stacji Warszawa Gdańska (Dworzec Gdański).

## Znaczenie międzynarodowe
Linia na odcinku 8,464 – 14,102 została uwzględniona w sieć międzynarodowych linii transportu kombinowanego (AGTC) oraz na odcinkach -1,094 – 0,000 oraz 10,829 – 14,102 w Kolejowy Korytarz Towarowy nr 8 Morze Północne – Morze Bałtyckie(RFC8) – linia kolejowa C-E65.
Całość linii została zaliczona do kompleksowej, odcinek 4,382 – 14,102 do bazowej pasażerskiej, a odcinki -1,094 – 0,150 i 8,600 – 14,102 do bazowej towarowej sieci transportowej TEN-T.

## Ruch pociągów

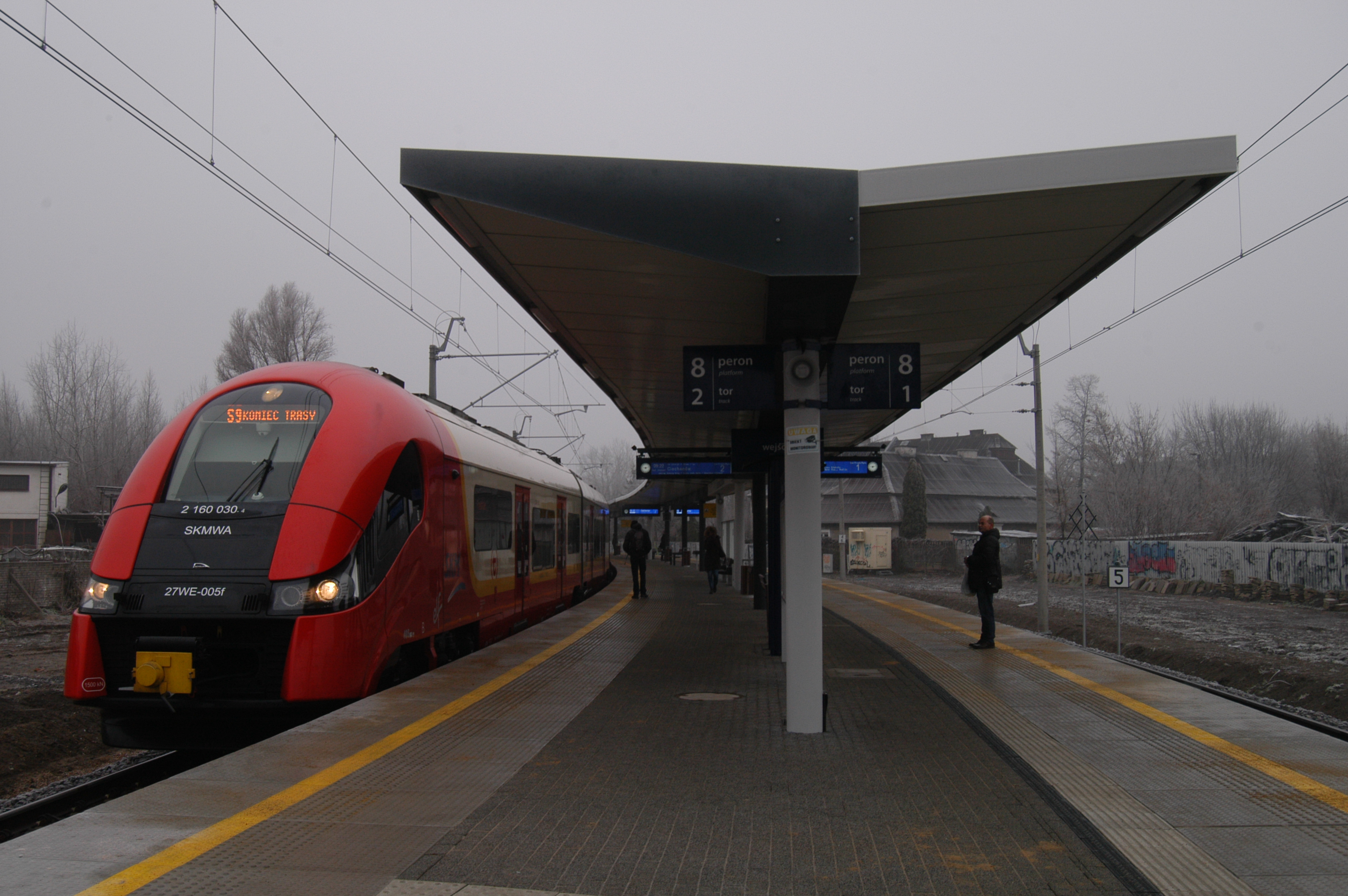
Pociąg SKM na peronie 8 stacji Warszawa Zachodnia

### Pociągi pasażerskie
Ruch pociągów pasażerskich odbywa się na odcinku Warszawa Zachodnia (peron 8) – Warszawa Praga. Pociągi zatrzymujące się na peronie 8 stacji Warszawa Zachodnia, jadące z kierunku Łodzi, Służewca czy Katowic wybierają trasę przez linię kolejową Warszawa Zachodnia R578 – Warszawa Zachodnia R217. Jednak niektóre korzystają z linii kolejowej Warszawa Główna Towarowa – Józefinów i linii kolejowej Warszawa Główna Towarowa – Warszawa Gdańska, by ominąć wyżej wymienioną stację. Pociągi ze strony Kutna korzystają dodatkowo z linii kolejowej Warszawa Główna Towarowa – Warszawa Gołąbki.
Oprócz pociągów dalekobieżnych, linia na danym odcinku jest eksploatowana przez pociągi Kolei Mazowieckich i SKM Warszawa.

### Pociągi towarowe
Ruch pociągów towarowych odbywa się zasadniczo w obrębie stacji Warszawa Główna Towarowa oraz na odcinku Warszawa Gdańska – Warszawa Praga. Pociągi omijają przystanki osobowe między Warszawą Zachodnią a Warszawą Gdańską i wybierają przejazd linią kolejową Warszawa Główna Towarowa – Warszawa Gdańska.

## Galeria

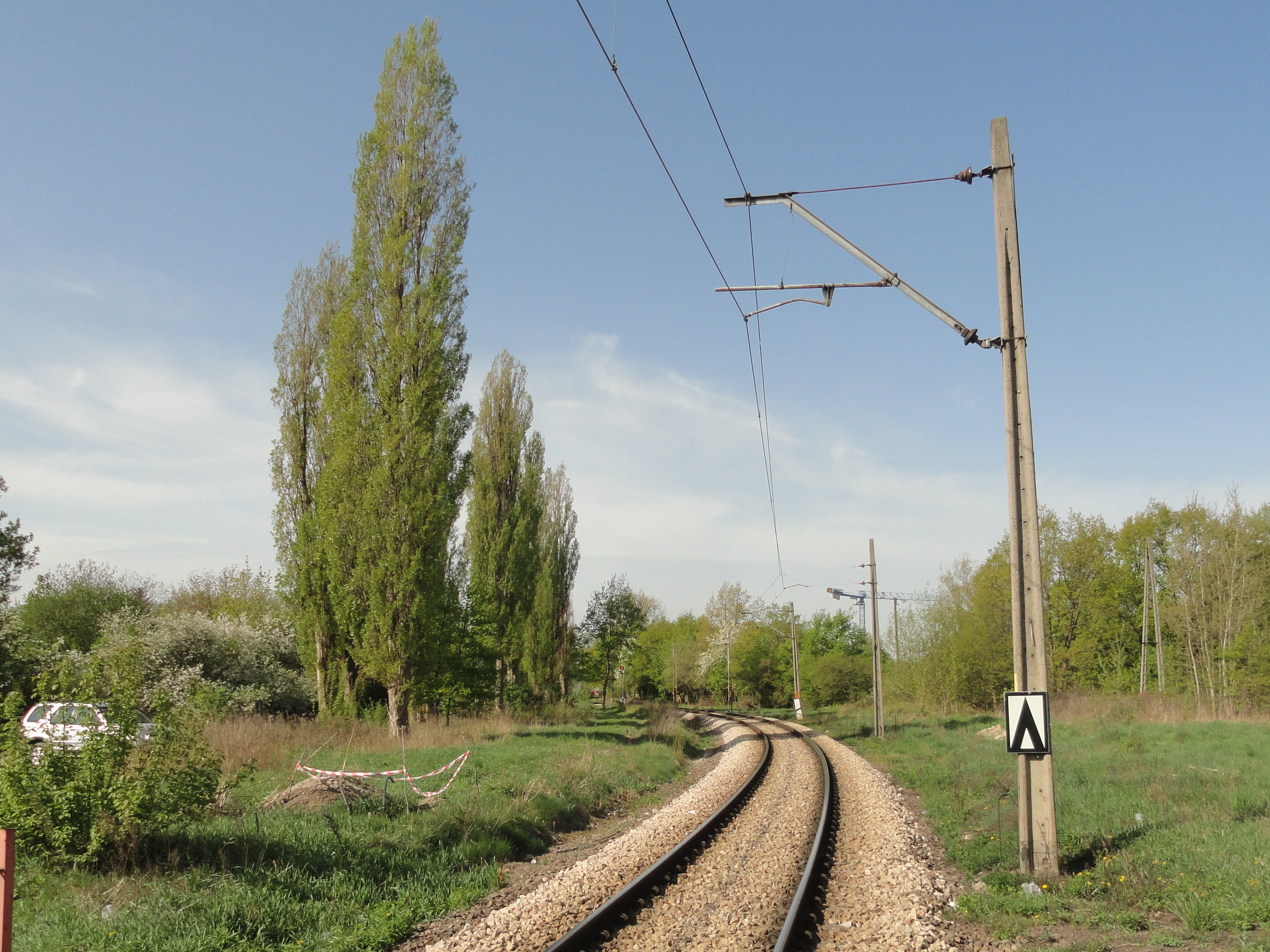
Linia nieopodal dawnej pętli Odolany
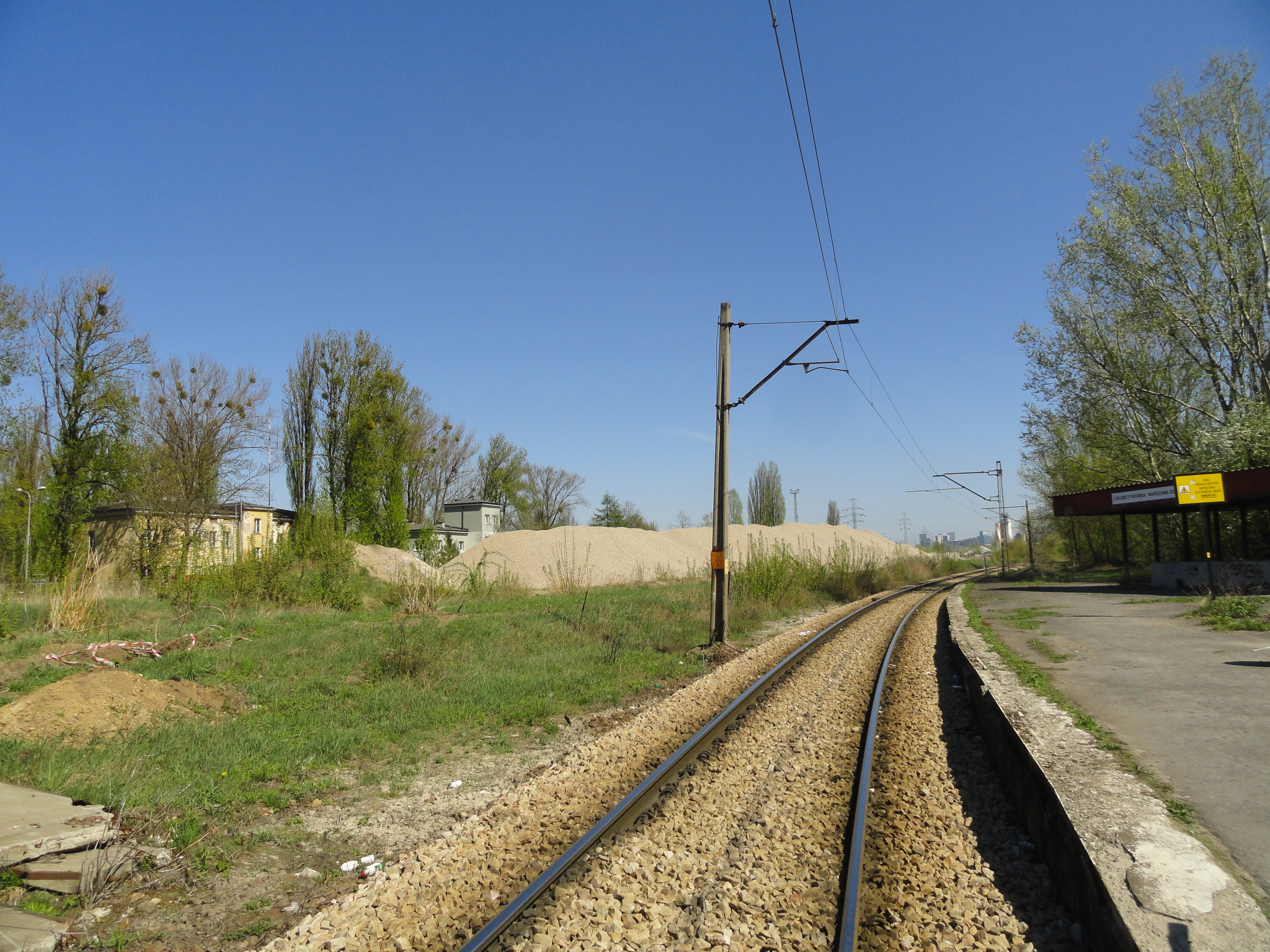
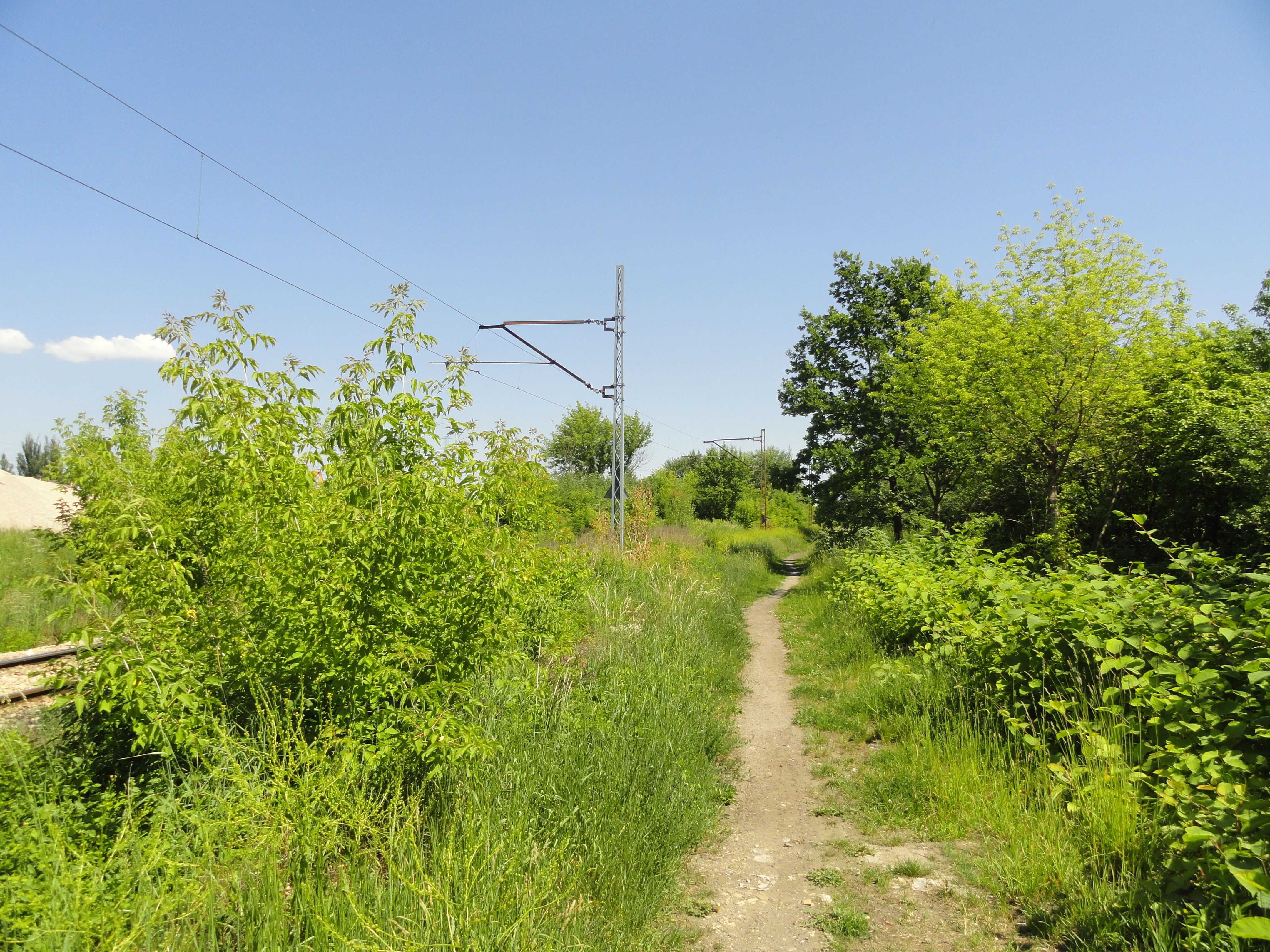
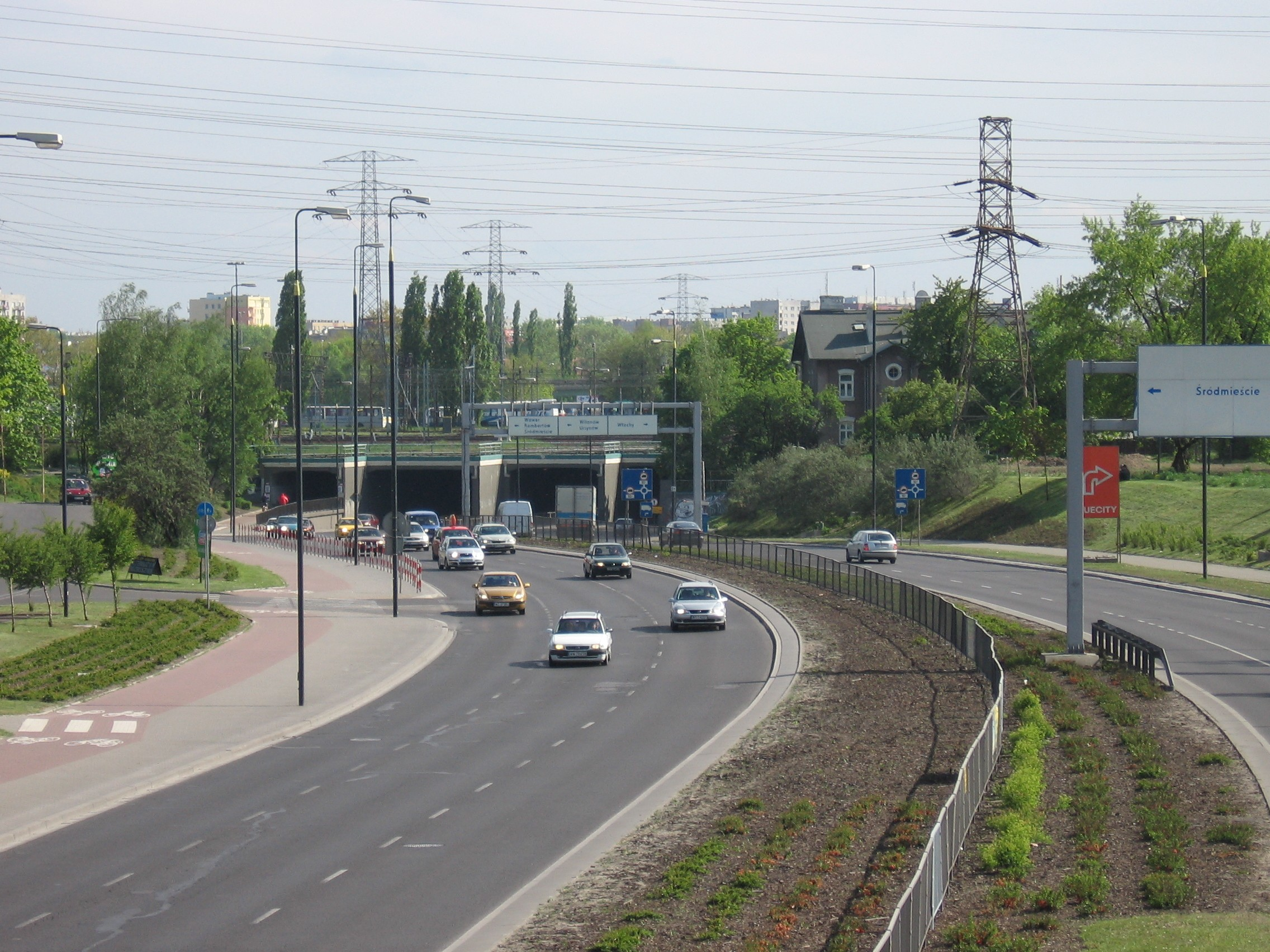
Tunel Alei Prymasa Tysiąclecia pod torami Warszawy Zachodniej
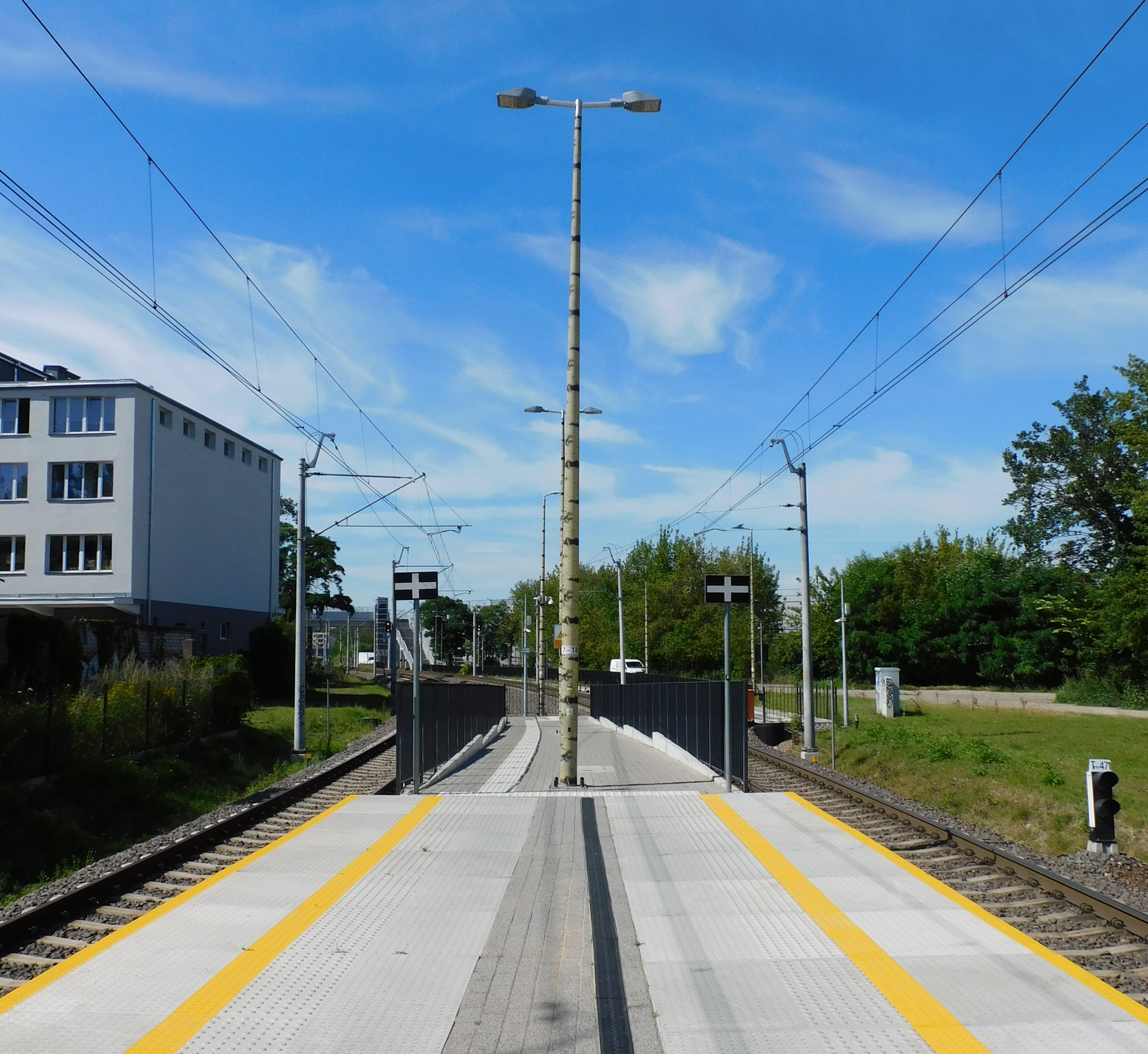
Widok z peronu 8 stacji Warszawa Zachodnia w stronę Warszawy Gdańskiej
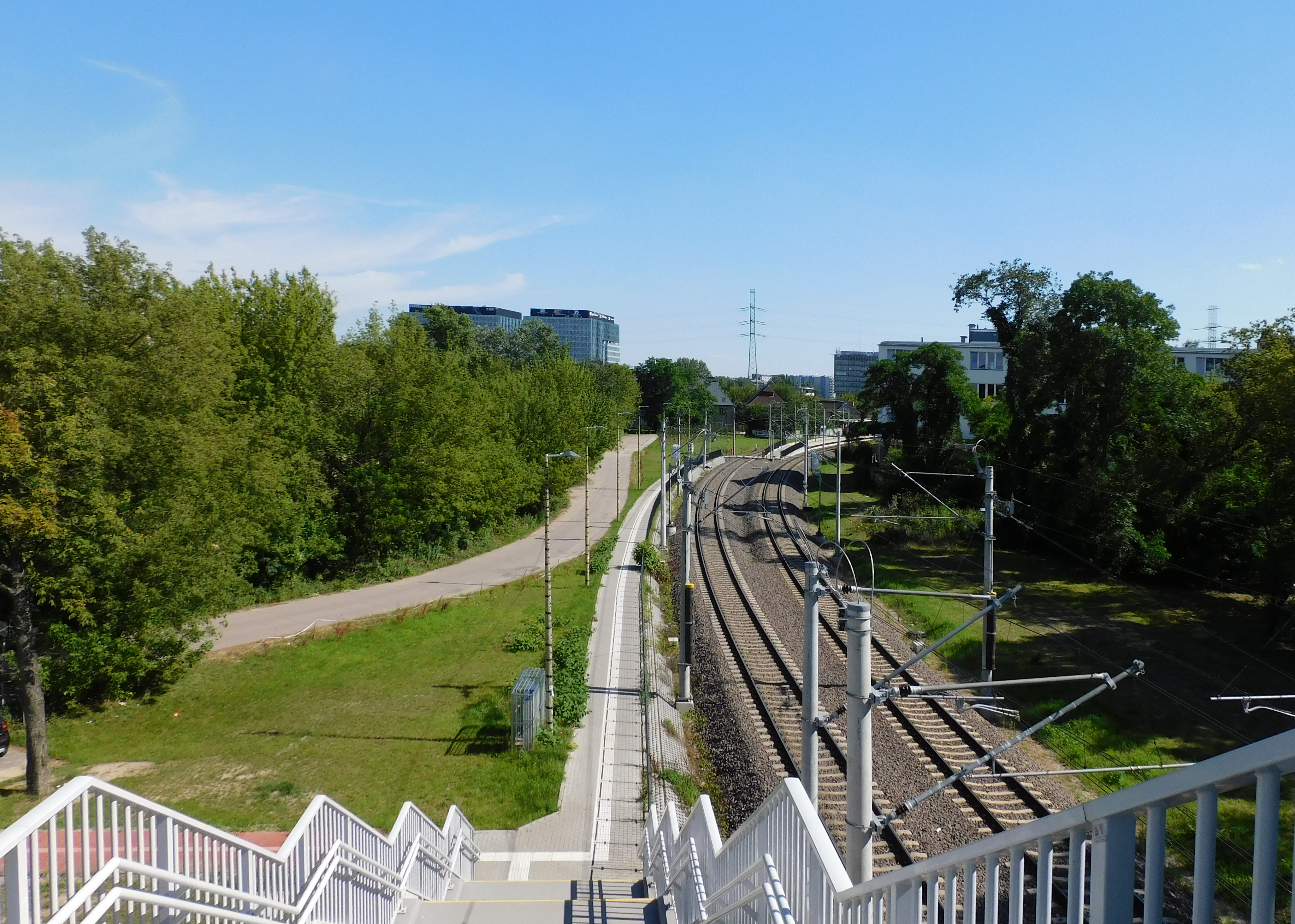
Kładka nad torami przy peronie 8 stacji Warszawa Zachodnia
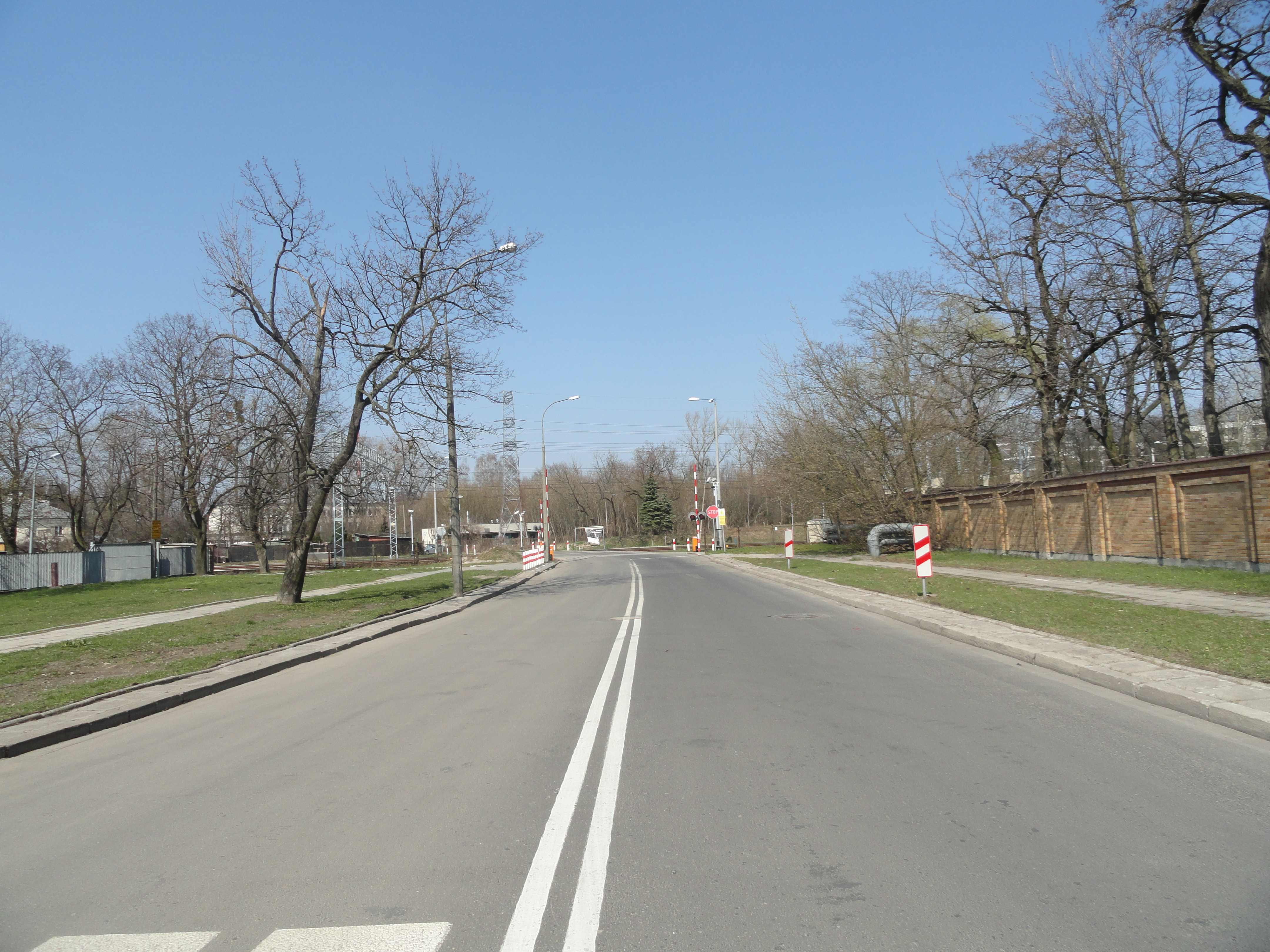
Przejazd kolejowo-drogowy przy ulicy Jana Ostrotoga
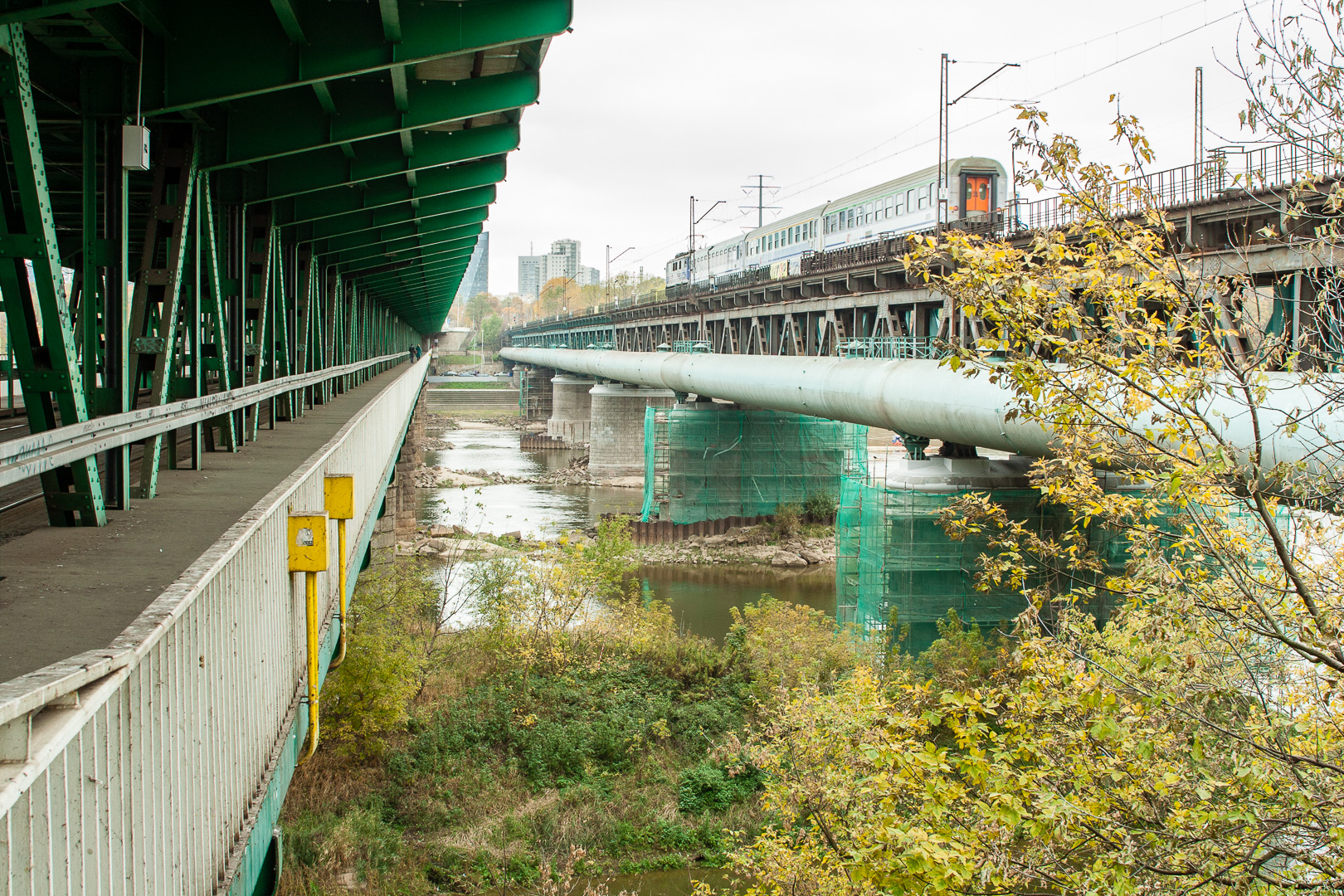
Most przy Cytadeli. Widok z Pragi-Północ
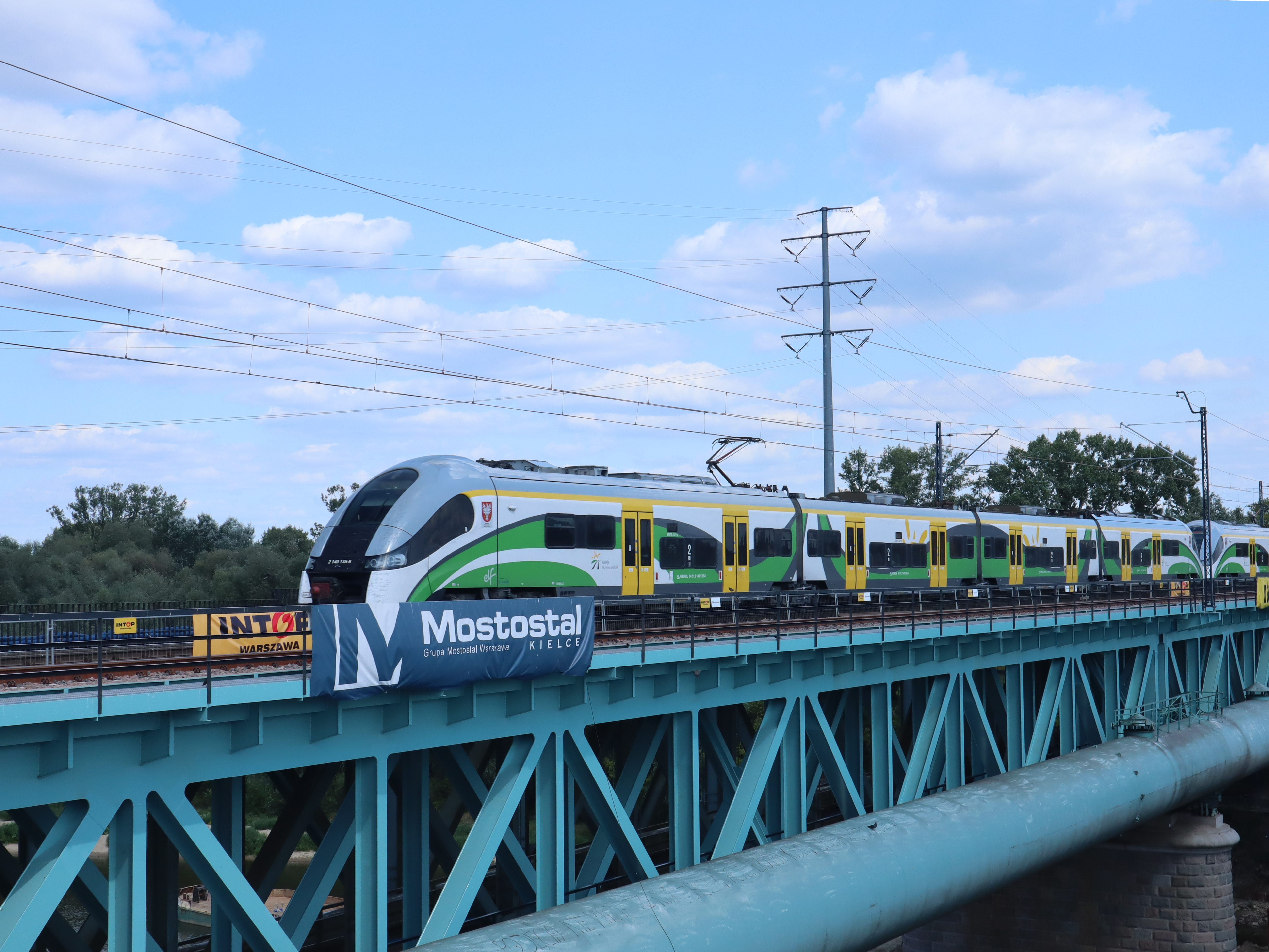
Pociąg KM na moście nad Wisłą